# Mathijseind
Het Mathijseind is een straat en een buurtschap aan de rand van Bakel in de gemeente Gemert-Bakel, in de Nederlandse provincie Noord-Brabant. Voorheen was het een gehucht op dezelfde locatie.
Het Mathijseind is verboden voor alle motorvoertuigen behalve voor landbouwvoertuigen, bestemmingsverkeer, bezorgend verkeer en aanwonenden, maar wordt desondanks door anderen gebruikt als sluiproute. De straat telt drie zijstraten, waarvan er twee dezelfde naam hebben — de linkerzijstraat komt uit op de Heikantse Beemd. De andere zijstraat is het Muizenhol, die naar de Bakelse Aa loopt.

## Geschiedenis

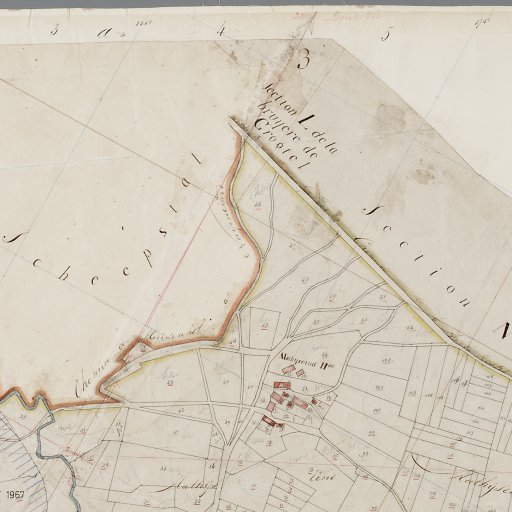
Kadasterkaart uit 1811-1832 met een deel van de sectie Mathijseind

Het Mathijseind was oorspronkelijk een gehucht dat uit een handvol boerderijen bestond. Een van de oudste vermeldingen van het Mathijseind stamt uit 1811-1832. In de afbeelding met een sectie van een kadasterkaart (links) is te zien dat er sprake was van een gehucht. Er zijn verschillende gebouwen te zien, meer specifiek vijf tot zes boerderijen. Van de gebouwen die op de kadasterkaart vermeld staan, is er geen één dat vandaag de dag nog bestaat. Aan de indeling van het land is te zien dat er veel kleine percelen waren.
Het gehucht lag destijds in bebost gebied, omringd door weide- en hooilanden. De bewoners van het gehucht hadden vroeger geen water in de buurt op enkel een grondwaterpomp na, ze gingen dagelijks naar de kern van Bakel met een kar en houten vat om water te halen. Voedsel hadden de bewoners van het eigen land, het drieslagstelsel was al bekend en de bewoners hadden dus waarschijnlijk elk seizoen gewassen om te verbouwen. Een ingewikkeld stelsel van zandweggetjes vormde in die periode het landschap (zie ook de kadasterkaart).
Vanaf 1953 wijzigde het Mathijseind grootschalig. Tussen 1953 en 1973 vond er een ruilverkaveling plaats, boeren met kleine stukken grond ruilden zodat ze één groot stuk grond kregen en dichter bij huis. Kleine zandweggetjes werden van de kaart geveegd en maakten plaats voor betere verharde wegen. Om het gehucht lag een meanderende beek, de Bakelse Aa, maar van die meanderende Aa is nu nog maar weinig over; de beken werden rechtgetrokken en grote boerenbedrijven met koeien, varkens en velden met gewassen zoals maïs en asperges overheersen vandaag de dag het landschap. Een gedeelte van de Helmondse wijk Dierdonk behoorde tot 27 september 1967 bij Bakel. Vroeger was dit stuk grond ook een onderdeel van het gehucht Mathijseind.

## Boerderijen

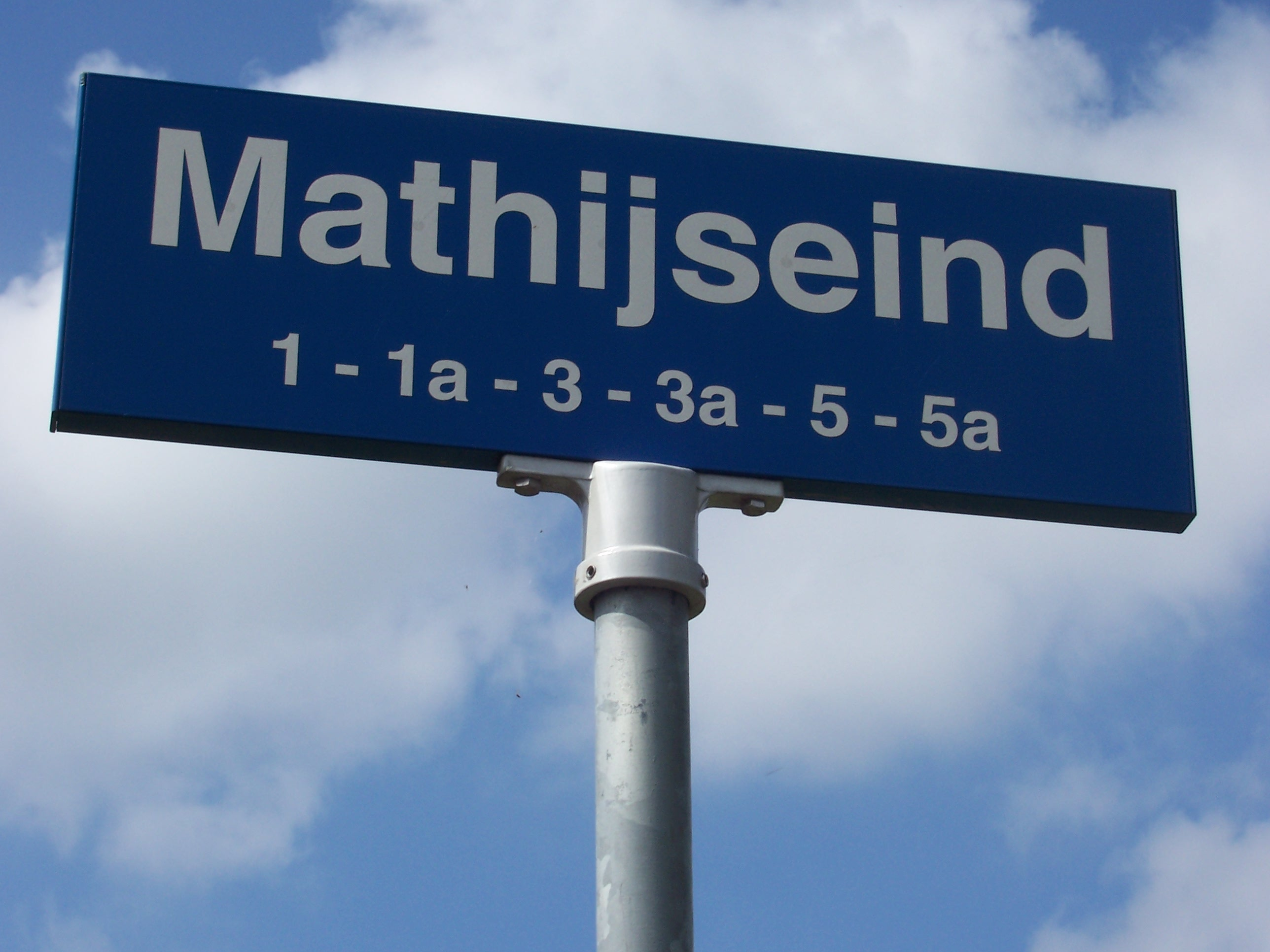
Straatnaambord

Er staan nu nog zo'n vijf à zes boerderijen op het Mathijseind. Een langgevelboerderij op nummer 3 is gewaardeerd als gemeentelijk monument. Nummer 8 wordt omschreven als een beeldbepalend pand.